# Micrasema gabusi
Micrasema gabusi är en nattsländeart som beskrevs av Schmid 1952. Micrasema gabusi ingår i släktet Micrasema och familjen bäcknattsländor. Inga underarter finns listade i Catalogue of Life.